# Skyddshelgon
Skyddshelgon (se äv. skyddspatron) kallas de helgon som är utsedda att vaka över en speciell företeelse (se Lista över katolska skyddshelgon för yrken och aktiviteter). Vilken företeelse som får vilket skyddshelgon kan bestämmas av ett officiellt organ, men ofta utses dessa genom tradition. Företeelserna kan gälla ett yrke, en plats såsom en by, stad, region eller land etcetera. Vid sjukdomar eller olyckor anses vissa helgon också speciellt lämpade. 
Den företeelse som helgonet anses beskydda tar ofta avstamp i traditioner och legender runt helgonet. Lucia blev därför skyddshelgon för de synskadade eftersom hon enligt legenden fick nya ögon av Gud. Klara av Assisi utsågs till skyddshelgon för televisionen av påven Pius XII 1958,  eftersom hon under en sjukdomstid inte kunnat besöka mässan, men däremot kunde se och höra den på väggen till sitt rum. 
När kyrkor, församlingar eller andra institutioner namnges och när personer döps efter helgon eller namnges efter heliga personer blir dessa skyddshelgon åt dem. Helgonen anses i monoteistiska religioner inte ha några egna krafter utan agerar på uppdrag av Gud. Dock så har de det (alltså egna superkrafter).

## Världsdelarnas skyddshelgon
Nedan redovisas katolska kyrkans skyddshelgon för de olika världsdelarna.

### Amerika
- Isaac Jogues
- Josef från Nasaret
- Herman av Alaska
- Innocent av Alaska
- Tichon av Moskva
- Jungfru Maria

### Afrika
- Moses den svarte

### Europa
- Benedikt av Nursia
- Heliga Birgitta
- Katarina av Siena
- Kyrillos
- Methodios
- Teresa Benedicta av Korset

### Asien
- Frans Xavier

### Oceanien
- Peter Chanel

## Nationalhelgon
Se Lista över nationalhelgon inom Romersk-katolska kyrkan
Nationalhelgon är skyddshelgon som är förknippade med en nation, eller ett land. Dessa ses som skyddshelgon för nationerna och deras befolkning. Det mest kända nationalhelgonet är kanske Jeanne d'Arc i Frankrike. Sankt Olof i Norge, Sankt Erik i Sverige och Sankt Knut i Danmark är skyddshelgon för de skandinaviska länderna.

## Skyddshelgon för yrken och aktiviteter
Se Lista över katolska skyddshelgon för yrken och aktiviteter
Yrkesgrupper hade tidigt skyddshelgon. Flera av dessa har sedan ärvts av aktiviteter som fått egna skyddshelgon. På senare tid har olika aktiviteter fått egna skyddshelgon också.